# Parc national des Basses Tatras
Le parc national des Basses Tatras (en slovaque : Národný park Nízke Tatry - NAPANT) est un des parcs nationaux de Slovaquie. Son territoire recouvre la chaîne des Basses Tatras. Le parc est important pour protéger une variété diversifiée de flore et de faune, avec de nombreuses espèces endémiques, y compris le chamois des Tatras.
Les montagnes des Tatras forment une frontière naturelle entre la Slovaquie au nord et la Pologne au sud, et les deux pays coopèrent depuis le début du XXe siècle sur les efforts de protection de la région. La Pologne a créé un parc national adjacent, et l’UNESCO a ensuite désigné l’effort combiné comme une réserve de biosphère transfrontalière.

## Géographie
Le parc national fait partie de la chaîne de montagnes des Carpates occidentales. Il couvre une superficie de 738 km², et la zone tampon autour du parc couvre une superficie de 307 km²; le tout couvrant 1045 km². Le parc national des Tatras protège les zones slovaques de la chaîne de montagnes des Hautes Tatras dans les chaînes des Tatras orientales (Východné Tatry) et les zones des Chaînes des Tatras occidentales (Západné Tatry) . Le point culminant du parc est le Ďumbier à 2 043 m.
Il y a plus d’une centaine de tarns, ou lacs de montagne, dans le parc. Veľké Hincovo pleso est le plus grand avec une superficie de 0,2 km² et le plus profond à 58 mètres. Les cascades les plus populaires comprennent Studenovodské vodopády, Kmeťov vodopád, Vajanského vodopád, Roháčsky vodopád et Vodopád Skok. 
Environ 300 grottes sont situées dans le parc national, mais la grotte de Belianska (Belianska jaskyňa) est la seule ouverte au public. Il est situé près du village de Lendak.
Le plus long système de grottes découvert à ce jour est la grotte de Javorinka.
Le parc offre 600 km de sentiers pédestres et 16 pistes cyclables balisées et entretenues.

## Histoire
Le parc national des Tatras a été créé le 1er janvier 1949 et c’est le plus ancien parc national de Slovaquie. En 1987, une section des Tatras occidentales a été ajoutée au parc national.
En 1992, le parc national est devenu une partie du Programme de l’UNESCO sur l’homme et la biosphère, conjointement avec le parc national des Tatras de Pologne. 
Les zones du parc et sa zone tampon ont été ajustées en 2003. Depuis 2004, le parc national appartient au réseau écologique Natura 2000.

## Flore et faune
Près des deux tiers du parc sont couverts de forêts, principalement d’épicéas et d’épicéas de Norvège (Picea abies). L’arbre le plus répandu est l’épinette de Norvège, suivie du pin sylvestre, du pin suisse (Pinus cembra), du mélèze d’Europe (Larix decidua) et du pin des montagnes. Environ 1 300 espèces de plantes vasculaires poussent dans le parc, dont 37 sont endémiques aux Tatras, 41 sont endémiques aux Carpates occidentales et 57 sont endémiques aux Carpates.
Les animaux sont représentés par 115 espèces d’oiseaux, 42 mammifères, 8 reptiles et 3 amphibiens. Il existe également de nombreux invertébrés. Les reliques notables de l’ère glaciaire sont la crevette fée Branchinecta paludosa, le pic tridactyle, l’ouzel à anneaux, le casse-noix tacheté et d’autres. 
Les mammifères du parc comprennent le chamois endémique des Tatras (Rupicapra rupicapra tatrica), espèce en danger critique d’extinction de l’UICN. Les autres mammifères comprennent l’ours brun (environ 200), le lynx, la martre, le loup, le renard et la marmotte alpine.

## Galerie

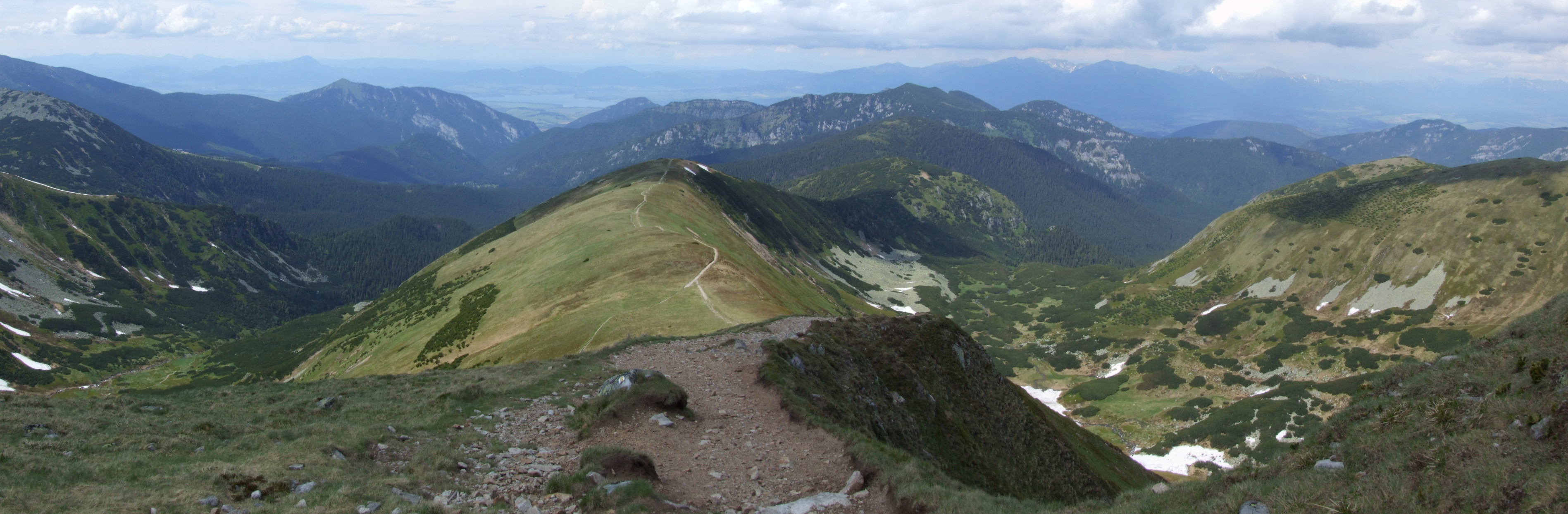
Panorama
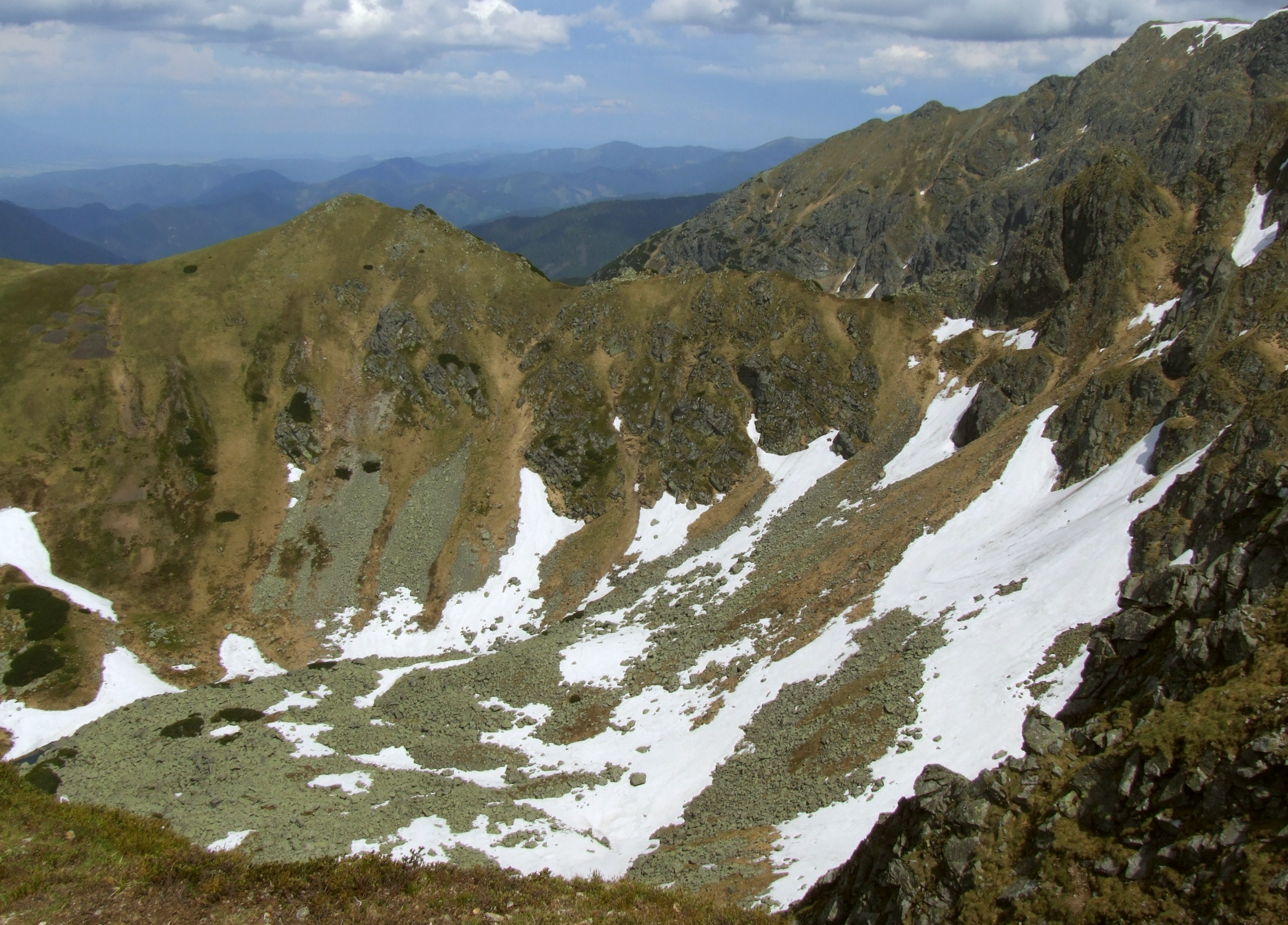
Cirque Dumbier
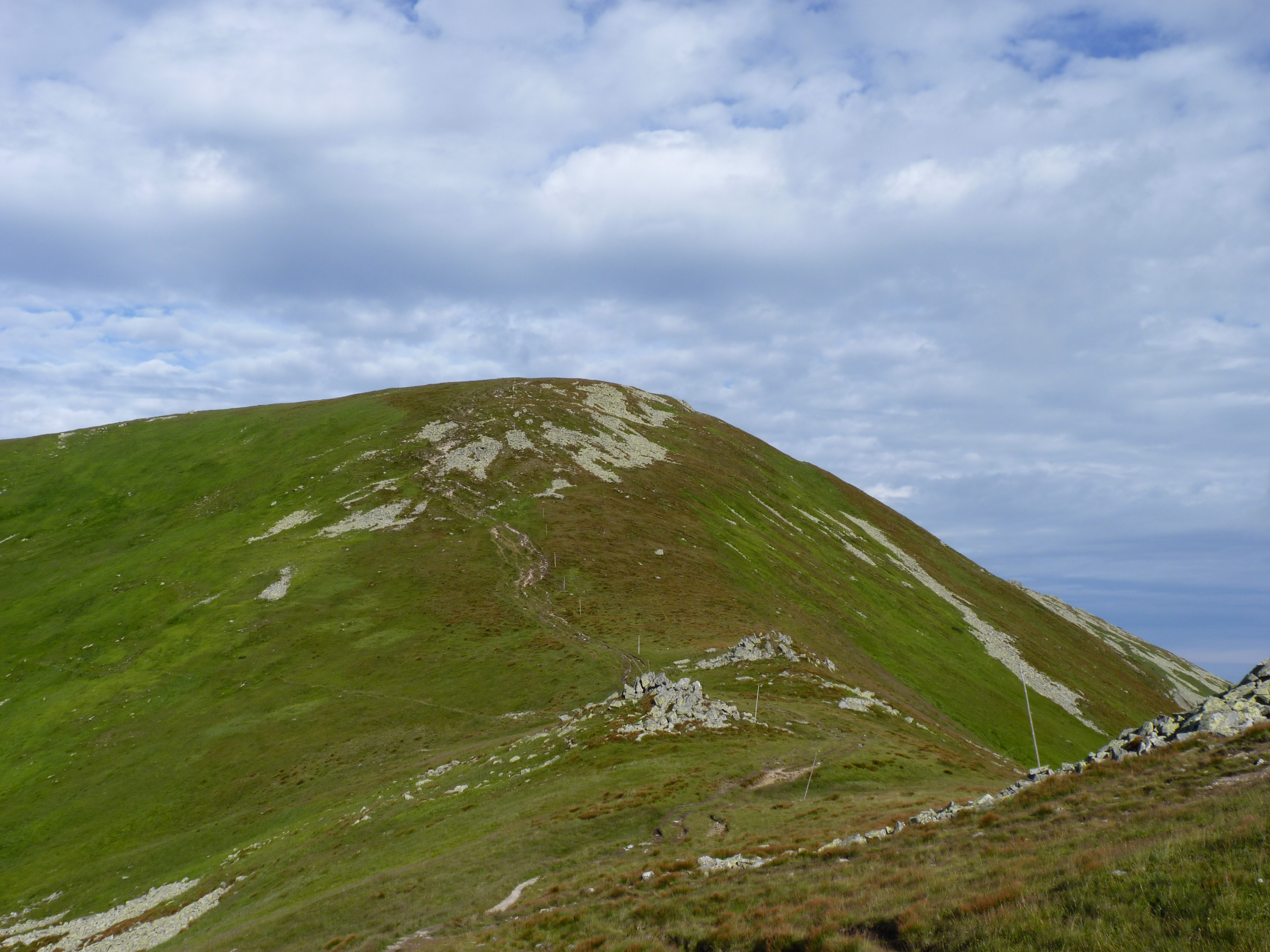
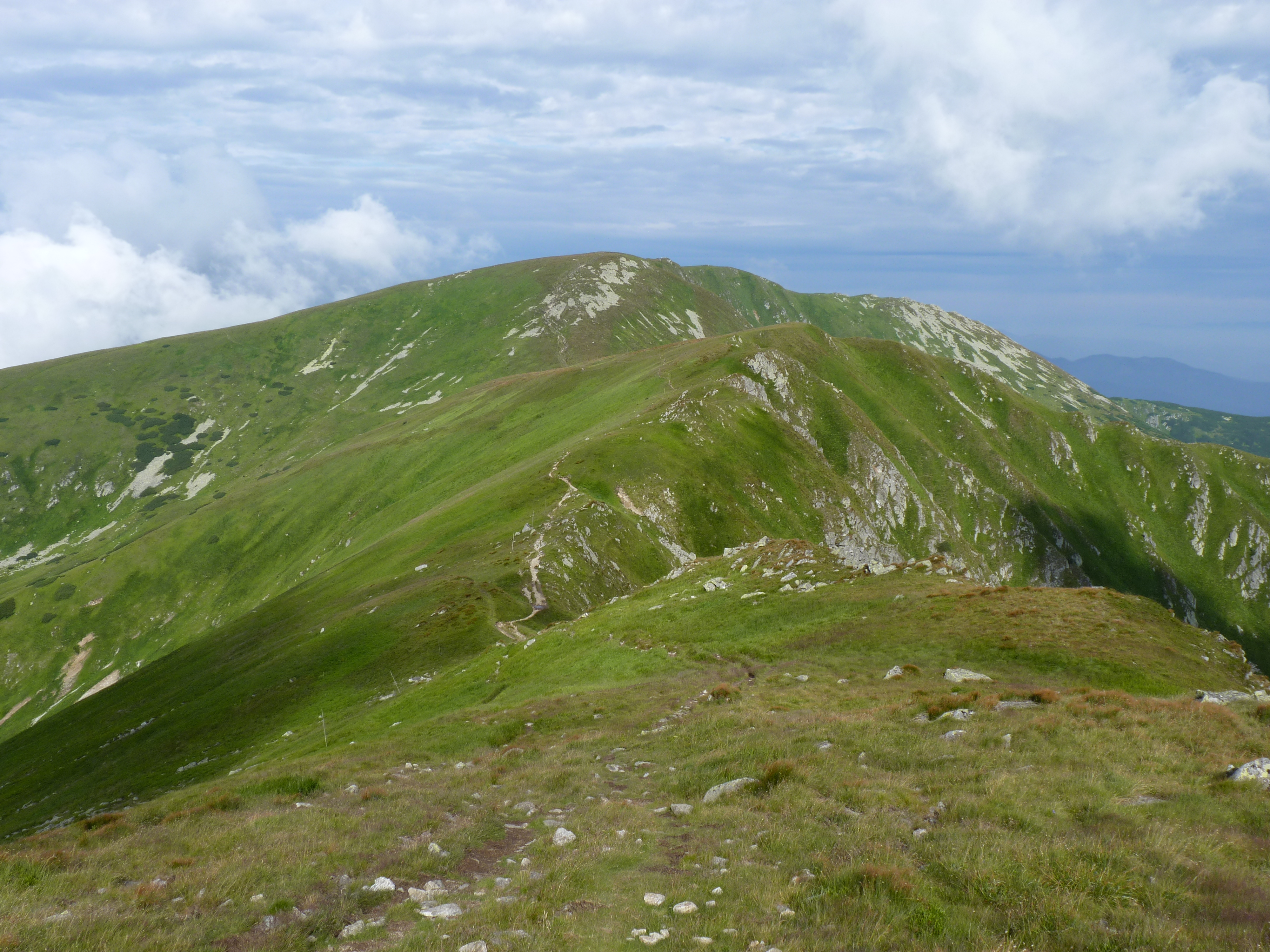
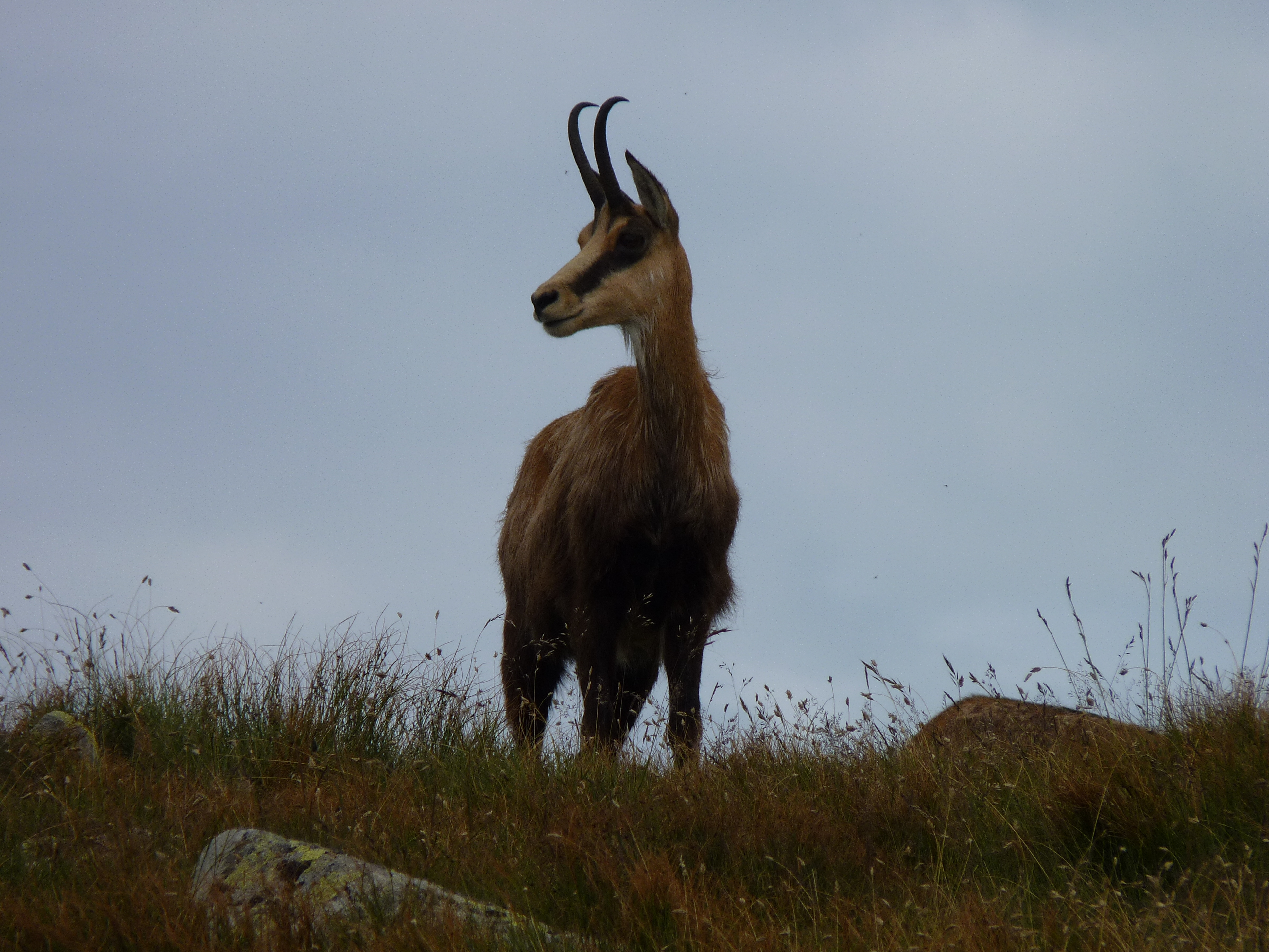
Chamois
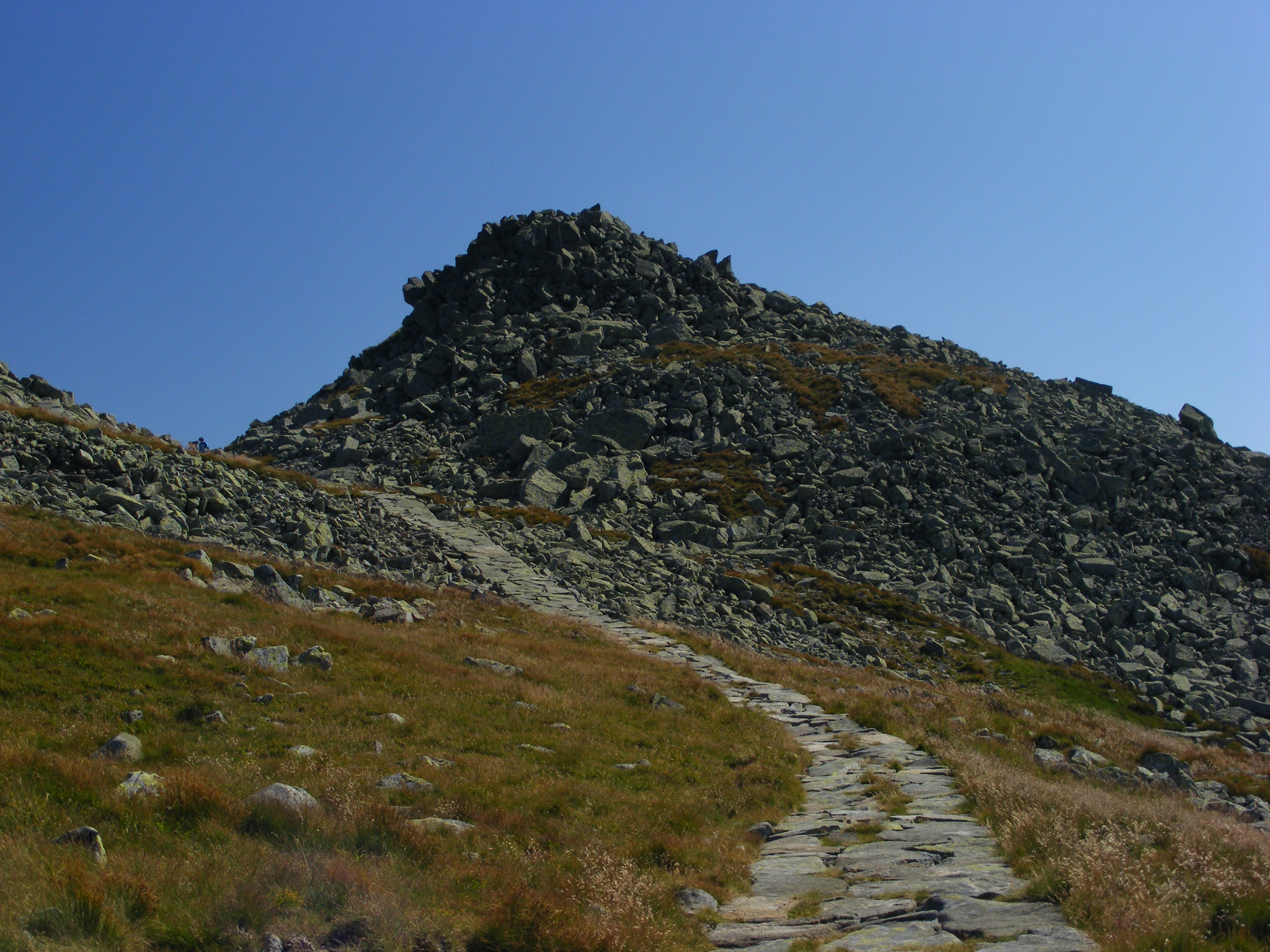
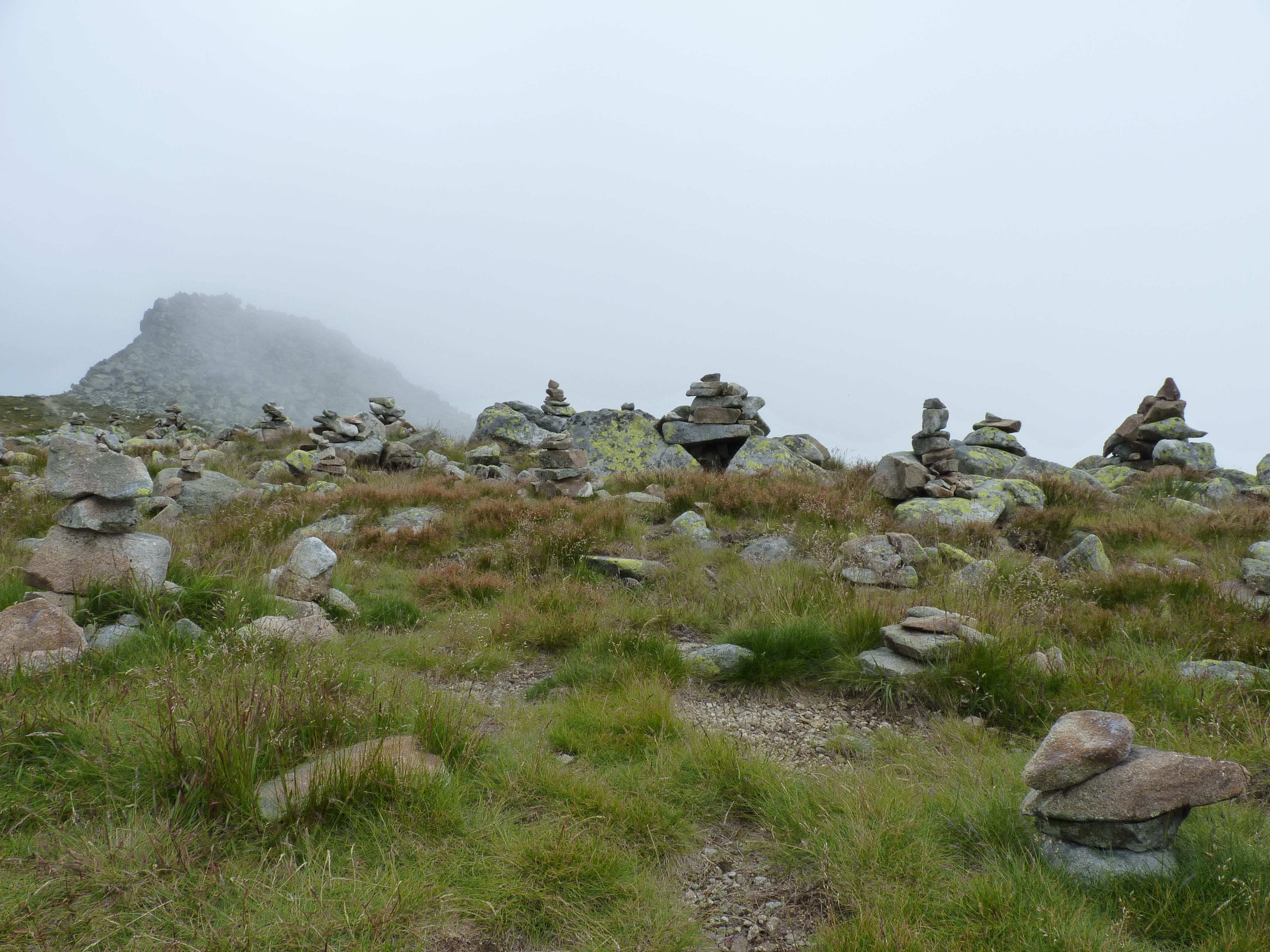
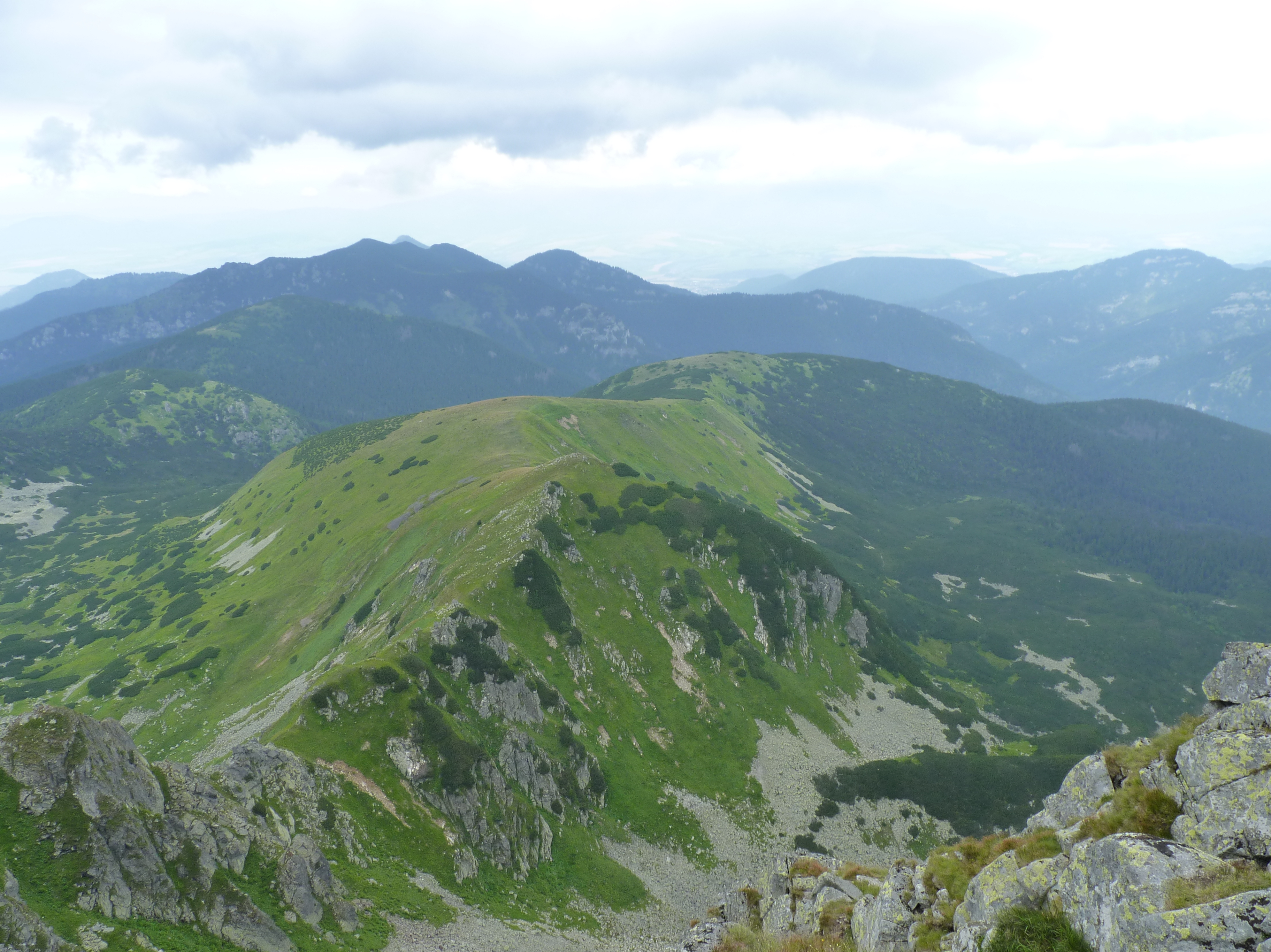
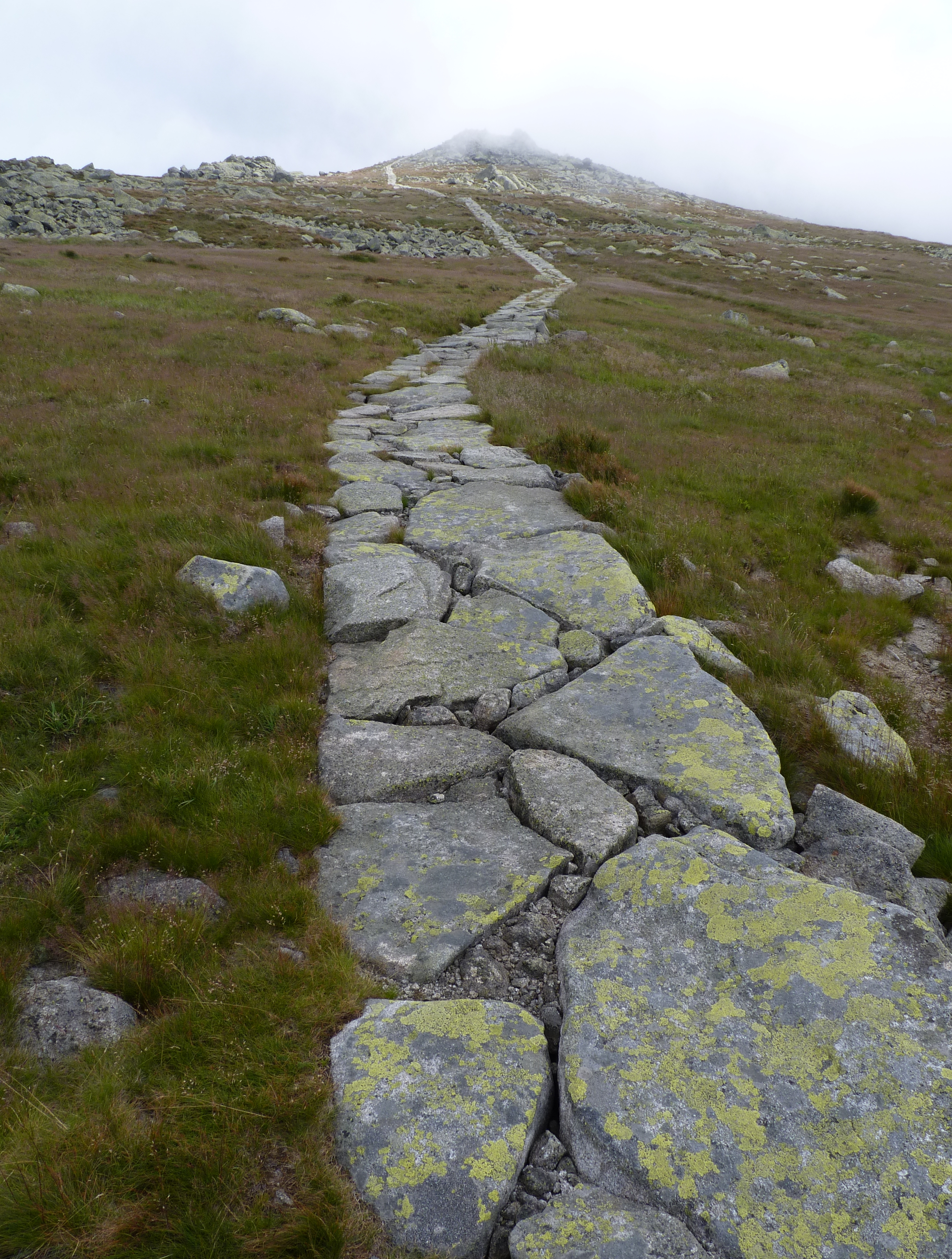